# Nastringues
Nastringues – miejscowość i gmina we Francji, w regionie Nowa Akwitania, w departamencie Dordogne.
Według danych na rok 1990 gminę zamieszkiwało 114 osób, a gęstość zaludnienia wynosiła 18 osób/km² (wśród 2290 gmin Akwitanii Nastringues plasuje się na 1062. miejscu pod względem liczby ludności, natomiast pod względem powierzchni na miejscu 1334.).